# Haylynn Cohen
Haylynn Cohen  (9 de octubre de 1980) es una modelo estadounidense.

## Vida y carrera
Ha aparecido en la portada de Vogue Paris y en el Victoria's Secret Fashion Show 2000. Desfiló y realizó catálogos para compañías muy notables entre 1999 y 2001.  Fue descubierta mientras hacía skateboard cuando era estudiante de Lincoln High School. Cohen es nativa de Brooklyn. Adam Cohen de la banda Mommyheads es hermano de Haylynn.  En 2002, abrió un club de alterne llamado Joey's en la Avenida B en Nueva York con su novio, Joe Gossett.  El negocio fue financiado por Oliver Stone y Stephen Dorff.  La pareja rompió en 2004. Es conocida por su ascendencia judía.